# Новак Ђоковић
Новак Ђоковић (Београд, 22. мај 1987) српски је тенисер. На првом месту АТП листе је провео 428 недеља што је најдужи период у историји отворене ере. Многи тениски критичари, бивши играчи и саиграчи сматрају Ђоковића једним од најбољих тенисера у историји.
Професионално игра од 2003. године. У досадашњој каријери је освојио рекордне 24 титуле на гренд слем турнирима: десет пута Отворено првенство Аустралије, седам пута Вимблдон, четири пута Отворено првенство САД и три пута Ролан Гарос. Један је од петорице тенисера у Опен ери који су освојили гренд слем каријере. Освајањем Ролан Гароса 2016. постао је први тенисер, након Рода Лејвера 1969, са победама на сва четири гренд слем турнира у низу и једини који је то остварио на три различите подлоге. Први је тенисер у Опен ери који је освојио сваки гренд слем турнир минимум три пута. Рекордер је по освојеним трофејима на Отвореном првенству Аустралије и једини који је тријумфовао три пута по два пута заредом у Опен ери. Држи рекорд са осам завршених година као први тенисер света и по заради од турнира у мушком синглу.
Освајач је рекордних седам титула на АТП финалу и једини који је тријумфовао четири пута заредом. Ђоковић је први и једини играч који је освојио свих девет турнира из АТП Мастерс 1000 серије, једини који је бар два пута освајао све мастерсе 1000. Укупно је освојио четрдесет турнира ове категорије и држи рекорд, те има шест освојених у једној сезони по чему је рекордер. Освојио је златну медаљу на Олимпијским играма 2024. у Паризу као и бронзану медаљу на Олимпијским играма 2008. у Пекингу. Заједно са саиграчима из репрезентације Србије је дошао до титуле у Дејвис купу 2010. године и у АТП купу 2020. године.
Са Рафаелом Надалом је остварио једно од највећих ривалстава у историји тениса. Одиграли су рекордан број међусобних дуела у Опен ери, рекордних осамнаест дуела на гренд слем турнирима и најдуже гренд слем финале у Мелбурну 2012. године. Запажено је Ђоковићево ривалство са Швајцарцем Роџером Федерером, против кога је играо педесет пута.
Поред проглашења за најбољег спортисту и тенисера Србије и света, Ђоковић је одликован орденом Карађорђеве звезде, орденом Светог Саве Српске православне цркве и орденом Републике Српске. Идејни је творац Фондације „Новак Ђоковић” која се активно бави пружањем помоћи деци у социјално угроженим срединама, изградњом објеката образовних институција као и другим хуманитарним акцијама.

## Тениска каријера

### Као јуниор
Ђоковић је у 2001. био троструки првак Европе, у појединачној конкуренцији, паровима и екипно. Наредне сезоне постао је најбољи у Европи у конкуренцији тенисера до 16 година. Након пет одиграних ИТФ турнира, Ђоковић се нашао на 40. месту најбољих јуниора света. Као јуниор је имао однос 40 победа и 11 пораза у појединачној конкуренцији, односно 23 победе и 6 пораза у конкуренцији парова. Као члан репрезентације Југославије 2001. године дошао је до финала јуниорског Дејвис купа за тенисере до 14 година, у којем је изгубио свој меч у појединачној конкуренцији.

### 2003—2005.
На почетку професионалне каријере, Ђоковић је углавном играо на челенџер и фјучерс турнирима, а нашао се и на ширем списку репрезентације СЦГ за мечеве против Обале Слоноваче и Бугарске. Први фјучерс је освојио у Београду на теренима ТК Црвена звезда у јуну 2003, као члан ТК Партизан, када је у финалу савладао четвртог носиоца и освојио први АТП поен. Те године је стигао до још два полуфинала фјучерса.
Годину 2004. је започео пласманом у полуфинале на фјучерсу у Загребу, а 9. априла је дебитовао за Дејвис куп репрезентацију Србије и Црне Горе у мечу против Летонца Јаниса Скродериса победивши са 2:0. На фјучерсу у Бергаму стигао је до полуфинала, а освојио је фјучерсе у Солноку, Будимпешти и Београду. Први челенџер Ђоковић је освојио у Будимпешти, маја 2004. После је освојио још два челенџера, у Ахену (Немачка) и Санрему (Италија). Јануара 2005. године наступио је у првом колу Отвореног првенства Аустралије, што је био његов први меч у главном жребу неког гренд слем турнира. Изгубио је од каснијег освајача титуле, Марата Сафина. Након челенџера у Београду у фебруару 2005. Ђоковић је наставио да игра само на турнирима АТП-а.

### 2006. Први АТП трофеји
У последњим данима 2005. и првим 2006. играо је са Аном Ивановић у Хопман купу, када су стигли до полуфинала.
Претходну годину Ђоковић је завршио на 78. месту АТП листе. Четвртфинале на Ролан Гаросу и осмина финала на Вимблдону уврстили су га у 40 најбољих тенисера на АТП листи. Недуго после Вимблдона освојио је своју прву титулу, Отворено првенство Холандије, без изгубљеног сета. Друга титула коју је освојио, у Мецу, уврстила га је у првих 20 тенисера на АТП листи.
У овој сезони Ђоковић је такође учествовао на Мастерс турнирима у Индијан Велсу, Мајамију, Монте Карлу, Хамбургу, Мадриду и Паризу. Најбољи резултат је остварио у Мадриду, где је стигао до четвртфинала у ком га је победио Фернандо Гонзалес. На свим осталим турнирима такмичење је завршавао у једном од прва три кола.
Ђоковић је прве мечеве своја три највећа ривалства, против Рафаела Надала, Роџера Федерера и Ендија Марија, одиграо у овој сезони. Најпре се, у првом колу Мастерса у Монте Карлу, састао са првим тенисером света, Федерером. Швајцарац је однео победу резултатом 6:3, 2:6, 6:3. Затим је Ђоковић остварио свој најбољи резултат у дотадашњој каријери, стигавши до четвртфинала Ролан Гароса, где је први пут укрстио рекет са Надалом, али је био принуђен да преда меч. Најзад је, крајем године, на Мастерсу у Мадриду, преокренуо резултат против Марија и победио у мечу осмине финала резултатом 1:6, 7:5, 6:3.
Годину је завршио на 16. месту.

### 2007. Пробој у првих 3, прво гренд слем финале
У првој седмици јануара освојио је турнир у Аделајду, победивши у финалу Криса Гучионија. Две седмице после, на првом гренд слем турниру сезоне, Отвореном првенству Аустралије, стигао је до осмине финала, где је изгубио од тада првог тенисера света, Роџера Федерера. Ђоковићев успех на турнирима Мастерс серије у Индијан Велсу, где је био финалиста, и Мајамију, где је био победник, уврстиле су га међу десет најбољих на свету. На оба турнира, на којима је први пут стигао до финала турнира Мастерс серије, савладао је у полуфиналима Ендија Марија без изгубљеног сета. Финале турнира у Индијан Велсу је изгубио од Рафаела Надала, али га је савладао у четвртфиналу турнира у Мајамију, који је освојио победивши Гиљерма Кањаса у финалу, 6:3, 6:2, 6:4. Касније је играо на турниру у Монте Карлу, где га је поразио Давид Ферер у трећем колу. Ђоковић је стигао до четвртфинала Мастерса у Риму и Хамбургу, где је изгубио од Карлоса Моје, односно од Надала. Затим је освојио Отворено првенство Есторила, савладавши у финалу Ришара Гаскеа, 7:6(7), 0:6, 6:1.
Ђоковић је на Ролан Гаросу стигао до првог полуфинала неког гренд слем турнира, где је изгубио од каснијег победника, Рафаела Надала.
На Вимблдону 2007. Ђоковић је у четвртфиналу савладао Кипранина Маркоса Багдатиса, 7:6(4), 7:6(9), 6:7(3), 4:6, 7:5, у мечу који је трајао пет сати. Ђоковић је предао полуфинални меч Надалу због повреде леђа и проблема са стопалом. Следећи успех на турнирима Мастерс серије је био на Роџерс купу. У финалу је савладао најбољег тенисера света Роџера Федерера, 7:6(2), 2:6, 7:6(2). На путу до трофеја, Ђоковић је победио трећепласираног, другопласираног и првопласираног тенисера (Ендија Родика, Рафаела Надала и Федерера) у три узастопна дана. Ђоковић је био први тенисер коме је то успело још од Бориса Бекера 1994. године. Међутим, на Мастерс турниру у Синсинатију следеће недеље, Ђоковић је поражен од Карлоса Моје у другом колу са 2:0. На Отвореном првенству САД Ђоковић је у другом колу савладао Радека Штјепанека, 6:7(4), 7:6(5), 5:7, 7:5, 7:6(2), након скоро пет сати игре. Ту је стигао до свог првог гренд слем финала где га је поразио Федерер, 6:7(4), 6:7(2), 4:6. Након мање повреде, Ђоковић се вратио на турниру у Бечу и освојио пету титулу у сезони савладавши у финалу Станисласа Вавринку, 6:4, 6:0. Ђоковић је затим наступио за репрезентацију Србије против Аустралије, победио на оба меча у појединачној конкуренцији и једном у конкуренцији парова, што је омогућило Србији пласман у Светску групу Дејвис купа. Следећи турнир на којем је учествовао је било Отворено првенство Мадрида, где је поражен од Давида Налбандијана у полуфиналу, 6:4, 7:6(4). На мастерсу у Паризу савладао га је у раној фази Фабрис Санторо.
Као трећепласирани тенисер света Ђоковић је дошао на Мастерс куп у Шангају и први је елиминисан са турнира након два пораза у својој групи, од Давида Ферера, 6:4, 6:4, и Ришара Гаскеа, 6:4, 6:2. У последњем мечу га је поразио Рафаел Надал 6:4, 6:4. Ђоковић је остварио значајан напредак у односу на претходну сезону. Освојио је два Мастерс турнира (Мајами и Канаду), један турнир из серије 500 (Беч) и два турнира из серије 250 (Аделејд и Ешторил). Пласирао се у своје прво гренд слем полуфинале, на Ролан Гаросу, а потом и прво финале, на Отвореном првенству САД. Ови успеси су му омогућили пробој у првих десет тенисера света, а годину је завршио на трећем месту. Ђоковић је у избору листа „Спорт” изабран за спортисту године у Србији 2007, а Олимпијски комитет Србије га је прогласио за најбољег мушког спортисту. Другу годину заредом је Асоцијација тениских професионалаца Ђоковићу доделила награду за тенисера који је највише напредовао.

### 2008. Први гренд слем трофеј и олимпијска бронза
Годину 2008. Ђоковић је почео у Перту, на Хопман купу, заједно са Јеленом Јанковић, где су у финалу изгубили од представника Сједињених Држава, Серене Вилијамс и Мардија Фиша са 2:1. Ђоковић је добио све мечеве у појединачној конкуренцији, али је Јанковићева због повреде била присиљена да преда свој меч против Вилијамсове и да покуша да помогне Ђоковићу у конкуренцији мешовитих парова.
На првом гренд слему сезоне, Отвореном првенству Аустралије, Ђоковић се пласирао у финале без изгубљеног сета. До тог успеха стигао је савладавши у полуфиналу првог тенисера света, Роџера Федерера, резултатом 7:5, 6:3, 7:6(5). У финалу, 27. јануара, противник му је био највеће изненађење турнира, Жо-Вилфрид Цонга из Француске, тада 38. тенисер на АТП листи, који је у другом полуфиналу победио другог тенисера света, Рафаела Надала. Победио је у финалу са 3:1 у сетовима и тиме освојио први гренд слем трофеј у каријери. Ђоковић је са Јанком Типсаревићем, Ненадом Зимоњићем и Виктором Троицким изабран да се такмичи за Србију у првом колу Светске групе Дејвис купа против Русије од 8. до 10. фебруара. Током боравка у Москви, Ђоковић је имао стомачни грип и пропустио је први дан у појединачној конкуренцији. Вратио се другог дана за победу у мечу парова са Зимоњићем против Михаила Јужњог и Дмитрија Турсунова, али је следећег дана предао меч Николају Давиденку при вођству 2:1 у сетовима, чиме је Русија стекла недостижну предност од 3:1.
На следећем турниру АТП-а, у Марсељу, изгубио је од Француза Жила Симона у другом колу. После тога је играо турнир у Дубаију, али га је у полуфиналу избацио Родик. На Мастерс турниру у Индијан Велсу, Ђоковић је освојио свој други турнир у сезони победивши у финалу Мардија Фиша са 2:1 у сетовима. На турниру у Мајамију, избацио га је Кевин Андерсон са 2:1 у сетовима у другом колу. На турниру у Монте Карлу стигао је до полуфинала, у ком је предао меч Роџеру Федереру. Други по реду Мастерс на шљаци, у Риму, освојио је победивши Станисласа Вавринку у три сета. На Ролан Гаросу 2008. стигао је до полуфинала. Био је трећи фаворит, али је изгубио од Надала са 6:4, 6:3, 7:6(3). До полуфинала је стигао победивши Дениса Гремелмајера, Мигела Џена, Вејна Одесника, Пола-Анрија Матјеа и Ернестса Гулбиса. Потом је Ђоковић играо турнир у лондонском Квинс клабу. Ту је поново изгубио од Надала, овог пута у финалу. Само неколико дана касније, на Вимблдону је испао у другом колу изгубивши од Руса Марата Сафина (6:4, 7:6(3), 6:2). Ђоковић је после четири недеље паузе учествовао на Роџерс купу у Торонту, који је прошле године освојио. Поразио је Френка Данчевића и Робина Седерлинга, али га је у четвртфиналу елиминисао Енди Мари. Следеће недеље, на Синсинати мастерсу, Ђоковић је у полуфиналу савладао Рафаела Надала 6:1, 7:5, али је у финалу поново изгубио од Марија резултатом 7:6(2), 7:6(2).
Ђоковић је био постављен за трећег носиоца на Олимпијским играма 2008. у Пекингу. У првој рунди је савладао Американца Робија Џинеприја са 6:4, 6:4, у другој Немца Рајнера Шитлера са 6:4, 6:2, у трећој Руса Михаила Јужњег са 7:6(3), 6:3, и у четвртфиналу Француза Гаела Монфиса са 4:6, 6:1, 6:4. Ђоковић је у полуфиналу изгубио од Рафаела Надала резултатом 4:6, 6:1, 4:6. У том мечу је могао да спасе меч-лопту, али је са мреже лоптицу послао ван игралишта док је Надал био далеко од ње. У борби за бронзану медаљу, Ђоковић је савладао Џејмса Блејка резултатом 6:4, 7:6(4). То је била једна од три медаље за Србију на двадесетдеветим Олимпијским играма. Ђоковић се такође такмичио и у конкуренцији парова заједно са Ненадом Зимоњићем, где су били постављени за друге носиоце. Ђоковић и Зимоњић су у првом колу изгубили од чешког пара Мартин Дам и Павел Визнер са 6:3, 0:6, 2:6. После Олимпијских игара, Ђоковић је на последњем гренд слему у сезони, Отвореном првенству САД, био постављен за трећег носиоца. У мечу четвртог кола против Томија Робреда имао је проблема због болова у бедрима и умора, па је био присиљен да затражи два тајм-аута, али је ипак успео да победи у пет сетова. У четвртфиналу је савладао Родика, а учешће на турниру је завршио након пораза од Федерера у четири сета, у полуфиналу. У финалу Отвореног првенства Тајланда, Ђоковић је изгубио од Жоа—Вилфрида Цонге са 7:6(4), 6:4. На Мастерсу у Мадриду, Ђоковића је у трећој рунди победио Иво Карловић са 7:6(4), 7:6(5). На Мастерсу у Паризу, две недеље касније, каснији победник Цонга је опет савладао Ђоковића у трећој рунди. На финалном Мастерс купу у Шангају, након Надаловог одустанка од учешћа на турниру, Ђоковић је био постављен за другог носиоца. У првом колу је победио Хуана Мартина дел Потра (7:5, 6:3), а у другом колу Давиденка (7:6(3), 0:6, 7:5). У трећем колу је поново изгубио од Цонге (6:1, 5:7, 1:6). Без обзира на пораз Ђоковић је такмичење у групној фази завршио на првом месту. У полуфиналу је елиминисао Жила Симона (4:6, 6:3, 7:5), а у финалу је још једном савладао Давиденка (6:1, 7:5), освојивши први Мастерс куп у каријери.
Као и претходну, и ову годину је завршио на трећем месту АТП листе. Током сезоне је освојио четири турнира — Отворено првенство Аустралије, Мастерс куп и Мастерсе у Индијан Велсу и Риму, поред тога и бронзану медаљу на Олимпијским играма.

### 2009. Пет трофеја и почетак доминације „велике четворке”
Бранио је титулу на Отвореном првенству Аустралије, али је у четвртфиналу предао меч Ендију Родику због исцрпљености и грчева, при Родиковом вођству 6:7(3), 6:4, 6:2, 2:1.
У Индијан Велсу, где је бранио титулу, стигао је до четвртфинала и ту изгубио од домаћег тенисера, Ендија Родика. У Мајамију је Ђоковић стигао до финала, али у финалу је изгубио од Ендија Марија. На Мастерс турниру у Мадриду лаким и брзим победама и без изгубљеног сета стигао је до полуфинала, у којем је са Рафаелом Надалом играо трећи пут у последњих пет седмица. Упркос чињеници да је имао три меч-лопте, Ђоковић је изгубио сусрет резултатом 6:3, 6:7(5), 6:7(9). Тај меч је трајао 4 сата и 2 минута, и временски је најдужи у појединачној конкуренцији одигран у три сета у Опен ери (са тај-брејком у последњем сету). Наредни турнир на којем је Ђоковић учествовао био је други гренд слем турнир године, Ролан Гарос. Поразио га је Филип Колшрајбер у трећем колу, 6:4, 6:4, 6:4.
Као четврти носилац, дошао је на трећи гренд слем у сезони, Вимблдон. У полуфиналу је био очекиван меч између Ђоковића и Федерера, али је Ђоковића у четвртфиналу још једном победио Томи Хас, 7:5, 7:6(6), 4:6, 6:3. Ђоковић је одиграо последњи гренд слем сезоне, Отворено првенство САД. У полуфиналу га је зауставио Роџер Федерер, овог пута у три сета.
Ђоковић је освојио турнир у Пекингу, победивши у финалу Хрвата Марина Чилића резултатом 6:2, 7:6(4). Освојио је турнир АТП 500 серије у Базелу, победивши у финалу троструког браниоца титуле, Роџера Федерера, 6:4, 4:6, 6:2. Након четири узастопна пораза у финалима АТП мастерс 1000 турнира, освојио је титулу у Паризу. У полуфиналу је савладао Рафаела Надала, 6:2, 6:3, а у финалу љубимца публике, Француза Гаела Монфиса, 6:2, 5:7, 7:6(3).
Иако је у трећем мечу у групној фази Финала АТП светске турнеје савладао Рафаела Надала, није се пласирао у полуфинале, због лошијег односа освојених и изгубљених сетова од другопласираног Давиденка.
Ђоковић је трећи пут заредом годину завршио на трећем месту. Играо је 97 мечева, више од било ког другог тенисера, са односом победа и пораза 78:19. Доспео је до десет финала, од којих је освојио пет: Мастерс у Паризу, турнире АТП 500 у Дубаију, Пекингу и Базелу, као и турнир у родном Београду.

### 2010. Трофеј у Дејвис купу и конкуренцији парова
Први званични турнир на коме је Ђоковић играо био је први гренд слем сезоне, Отворено првенство Аустралије. У четвртфиналу га је победио француски тенисер Жо-Вилфрид Цонга, након пет сетова. Упркос томе, Ђоковић је 1. фебруара достигао свој најбољи пласман у дотадашњој каријери, другу позицију на АТП листи. На прва два турнира из Серије 1000 Ђоковић није постигао запажене резултате.
Други гренд слем сезоне, Ролан Гарос почео је победом над Јевгенијем Корољовим, који представља Казахстан. Ипак, у четвртфиналу бива поражен од аустријског тенисера Јиргена Мелцера, 22. носиоца, у пет сетова, упркос убедљивој предности од 2:0 у сетовима и раном брејку предности у трећем. Меч је завршен резултатом 6:3, 6:2, 2:6, 6:7(3), 4:6. Дана 21. јуна је почео трећи гренд слем сезоне, Вимблдон, на ком је Ђоковић био постављен за трећег носиоца. У полуфиналу је изгубио од Чеха Томаша Бердиха.
Крајем августа почео је последњи гренд слем турнир у сезони, Отворено првенство САД. У полуфиналу, Ђоковић је спасао две меч-лопте против Роџера Федерера, дошавши до победе од 5:7, 6:1, 5:7, 6:2, 7:5. Овом победом је постао други тенисер, поред Рафаела Надала, који је остварио две победе против Федерера на гренд слем турнирима. У свом другом финалу на овом турниру поново бива поражен, овога пута од Надала. Четврту сезону заредом Ђоковић је успео да се пласира на завршни шампионат АТП-а, и то као трећи тенисер света. Тријумфом над Ендијем Родиком, остварује пласман у полуфинале. Трећи пут заредом губи од каснијег шампиона, Роџера Федерера, овога пута резултатом 2:0.
По први пут се заједно са репрезентацијом Србије нашао у финалу Дејвис купа против репрезентације Француске у Београдској арени. У свом првом мечу, против Жила Симона, без већих проблема доноси бод репрезентацији, победом од 6:3, 6:1, 7:5. Након заостатка Србије 1:2, изједначује резултат тријумфујући над Монфисом 6:2, 6:2, 6:4. На крају је Виктор Троицки остварио одлучујућу победу и тако донео Србији прву титулу. Ђоковић је у току 2010. у мечевима за репрезентацију остварио 7 победа у исто толико мечева (у појединачној конкуренцији). Годину је четврти пут заредом завршио на трећем месту АТП листе, иако је у току сезоне 26 недеља боравио на другом месту. Остварио је однос победа и пораза 61:18 (77%). Освојио је два турнира — Дубаи и Пекинг, оба из Серије 500.

### 2011. Прво место на АТП листи, три гренд слем турнира, рекорди
Ђоковићева сезона 2011. године се сматра једном од најбољих у историји тениса. Освојио је десет турнира, од којих три гренд слема (Отворено првенство Аустралије, Вимблдон и Отворено првенство САД), пет Мастерс турнира (Индијан Велс, Мајами, Мадрид, Рим и Канаду), АТП Дубаи и Отворено првенство Србије. У јулу је постао први тенисер света. Ђоковић је од старта сезоне до полуфинала Ролан Гароса направио низ од 41 победе, а ако се рачунају две победе на Дејвис купу 2010, 43 победе. Поставио је неколико рекорда, укључујући број титула на Мастерс турнирима у једној сезони (5), број узастопних победа на Мастерсима (31), број узастопних Мастерс финала (6), укупној заради у сезони (12, 6 милиона долара) и најбржој квалификацији за Завршни Мастерс (18 недеља и 6 дана).
Ђоковић је почео сезону на Отвореном првенству Аустралије, који је освојио победивши Роџера Федерера у полуфиналу и Ендија Марија у финалу. Након тога је освојио турнир из АТП 500 серије у Дубаију, победивши Федерера у финалу. Затим Ђоковић осваја четири Мастерс турнира: Индијан Велс, Мајами, Мадрид и Рим. У све четири финала победио је првог тенисера света, Рафаела Надала. Први пораз у сезони доживљава на Ролан Гаросу, где га је у полуфиналу избацио Федерер. Следећи турнир освојио је на Вимблдону, поново победивши Надала у финалу. Тада је преузео прво место на АТП листи. На Мастерс турниру у Торонту је савладао Фиша у финалу. На Мастерсу у Синсинатију је претрпео други пораз у сезони, када је предао финале Марију. На Отвореном првенству САД Ђоковић је био први носилац. У полуфиналу је спасио две меч-лопте против Роџера Федерера, а у финалу поново је савладао Надала. Ово је био последњи турнир који је освојио, пошто је у Базелу испао у полуфиналу, у Паризу у четвртфиналу, а на Завршном Мастерсу у групној фази.

### 2012. Пад и повратак на прво место
Ђоковић је почео сезону одбраном титуле на Отвореном првенству Аустралије. У полуфиналу је савладао Марија, у мечу који је трајао 4 сата и 50 минута, а у финалу Надала. Њихов сусрет трајао је 5 сати и 53 минута, што представља рекорд по дужини финала једног гренд слема. На следећа два турнира на којима је бранио титулу, Дубаију и Индијан Велсу, испао је у полуфиналу, од Марија, односно од Изнера. Титулу у Мајамију је одбранио без изгубљеног сета.
Сезону на шљаци Ђоковић је почео на Мастерсу у Монте Карлу, где је у финалу поражен од Надала, чиме је Шпанац прекинуо серију од седам пораза у међусобним дуелима. Са Мастерса у Мадриду га је избацио сународник Јанко Типсаревић. У Риму је Ђоковић бранио титулу, али га је Надал поново победио у финалу. На Ролан Гаросу Ђоковић је имао прилику да постане први власник све четири гренд слем титуле истовремено, још од Рода Лејвера 1969. године. Након што је прошао кроз два меча од пет сетова, против Сепија и Цонге, у полуфиналу је поразио Роџера Федерера са 3:0. Финале је, међутим, изгубио од Надала резултатом 1:3.
На Вимблдону је Ђоковића у полуфиналу избацио каснији шампион Федерер. Освајањем турнира Швајцарац га је претекао на првом месту АТП листе. На Олимпијским играма Ђоковића је у полуфиналу зауставио Енди Мари, а у мечу за бронзану медаљу Хуан Мартин дел Потро. Ђоковић се појавио у финалима сва три турнира америчке серије, али је освојио само Торонто, док су га у Синсинатију и на Отвореном првенству САД поразили, редом, Федерер и Мари.
Ђоковић је освојио оба турнира у Кини, Пекинг и Шангај. Финале Мастерса у Шангају, у ком је спасао пет меч-лопти против Марија, проглашено је најбољим мечом у 2012. години. Након раног испадања са Мастерса у Паризу, Ђоковић је без пораза освојио Завршни турнир сезоне. У финалу је победио Федерера са 2:0, иако је Швајцарац водио у оба сета. Ђоковић је 5. новембра поново преузео прву позицију на АТП листи.

### 2013. Шести гренд слем трофеј, стота недеља на првом месту
Ђоковић је у јануару освојио трећу узастопну титулу на Отвореном првенству Аустралије, а укупно четврту, чиме је изједначио рекорд Федерера и Агасија. У осмини финала је био близу пораза против Швајцарца Станисласа Вавринке, али је успео да победи са 12:10 у петом сету. У финалу је победио Ендија Марија резултатом 3:1. Ђоковић је продужио низ победа у Дубаију, освојивши турнир без изгубљеног сета. Први пораз Србин је доживео од Дел Потра у полуфиналу Индијан Велса. У Мајамију је испао изненађујуће рано, против ветерана Томија Хаса, у осмини финала.
Сезону на шљаци Ђоковић је почео у Монте Карлу, где је освојио пехар. У финалу је победио осмоструког браниоца титуле, Рафаела Надала. На тај начин је постао први играч који је освојио осам различитих Мастерс титула. Са Мастерса у Мадриду је, међутим, испао већ у другом колу, од Бугарина Димитрова. Ђоковића је у Риму, у четвртфиналу, победио Томаш Бердих, иако је Србин сервирао за меч. На Ролан Гаросу, Рафаел Надал је поново спречио Ђоковића да освоји једини гренд слем турнир који му недостаје, победивши у пет сетова дугом полуфиналном мечу, који је касније проглашен најбољим у 2013. години.
Вимблдон је Ђоковић играо сигурно до полуфинала, где му је било потребно пет сетова да победи Хуана Мартина дел Потра. У финалу га је са 3:0 победио домаћи играч Енди Мари, поставши први Британац од 1936. са титулом на најстаријем гренд слем турниру. Америчку серију Ђоковић је одиграо најслабије у последњих неколико година, забележивши следеће резултате: полуфинале у Монтреалу (пораз од Рафаела Надала), четвртфинале у Синсинатију (пораз од Џона Изнера) и финале Отвореног првенства САД (поново пораз од Надала).
Јесењи део сезоне Ђоковић је, међутим, одиграо знатно боље. Освојио је четири турнира у низу: АТП 500 Пекинг, Мастерс у Шангају, Мастерс у Паризу и АТП завршни шампионат. Дванаест пута је победио играче из првих десет, укључујући по две победе над Надалом, Дел Потром и Роџером Федерером. Упркос томе, Надал је 6. октобра преузео од Ђоковића прву позицију на АТП листи и завршио годину као светски број један.
Ђоковић је у овој сезони учествовао у сусретима Дејвис куп репрезентације Србије против Белгије, САД, Канаде и Чешке, доневши свом тиму седам победа у исто толико мечева, успут изгубивши само један сет. Ипак, то је било недовољно за победу у финалу против Чешке, која је освојила „Салатару” резултатом 3:2.

### 2014. Сарадња са Бекером, нови тријумф на Вимблдону
Ђоковић није успео да одбрани титулу на Отвореном првенству Аустралије, јер је у четвртфиналу изгубио од каснијег освајача турнира, Станисласа Вавринке, у неизвесном мечу дугом пет сетова. Тиме је прекинут Ђоковићев низ од 14 узастопних полуфинала на гренд слем турнирима. Титулу у Дубаију је такође морао да препусти Швајцарцу, Роџеру Федереру, после пораза у полуфиналу. Међутим, Ђоковић је успео да освоји титуле и у Индијан Велсу и у Мајамију, што му је није пошло за руком од 2011. године. У финалима је победио Федерера и Рафаела Надала, првог тенисера света.
Ђоковић је бранио титулу на Мастерсу у Монте Карлу, али га је у полуфиналу победио Федерер. Турнир у Мадриду је пропустио због повреде ручног зглоба. Мастерс турнир у Риму Ђоковић је успео да освоји иако је у четири меча заредом изгубио по један сет. У финалу је победио браниоца титуле Надала. Са Шпанцем је имао још један окршај у финалу Ролан Гароса, али поново није успео да освоји шљакасти гренд слем.
После три узастопна пораза у финалима гренд слем турнира, Ђоковић је успео да освоји Вимблдон по други пут у каријери. У финалу је одиграо један од најквалитетнијих мечева у каријери, против Роџера Федерера, и успео да тријумфује са 3:2. Након освајања своје седме гренд слем титуле, поново је постао први тенисер света.
Ђоковићева игра на два северноамеричка Мастерс турнира у августу била је још слабија него претходне године, те је и у Торонту и у Синсинатију испао у трећем колу. На последњем гренд слем турниру сезоне, Отвореном првенству САД, победио је Ендија Марија у четвртфиналу резултатом 3:1, али је затим изгубио полуфинале од Јапанца Кеја Нишикорија, који се постарао да се по први пут у скоро десет година у финалу једног гренд слем турнира не појаве ни Федерер, ни Надал, ни Ђоковић.
Први тенисер света наставио је своју доминацију у Кини освојивши турнир у Пекингу, савршеном игром у финалу против Томаша Бердиха. Његов низ од 28 победа у најмногољуднијој земљи света зауставио је Роџер Федерер у полуфиналу Мастерса у Шангају. То је био последњи Ђоковићев пораз у сезони, јер је након Шангаја одбранио титулу на Мастерсу у Паризу победом над Милошем Раонићем, као и на Завршном турниру сезоне, након Федерерове предаје пре финала због повреде.

### 2015. Три гренд слем трофеја и рекорд у Мелбурну
Статистички гледано, Ђоковићева сезона у 2015. години надмашила је чак и ону из 2011. Стигао је до финала сва четири гренд слем турнира, као трећи тенисер коме је то успело у Опен ери (после Лејвера и Федерера). Освојио је рекордну пету титулу на Отвореном првенству Аустралије победом над Ендијем Маријем, одбранио пехар на Вимблдону у репризи прошлогодишњег финала против Федерера, и поправио свој учинак у финалима Отвореног првенства САД, још једном победом над Швајцарцем. Једини пораз доживео је, поново, на Ролан Гаросу. Иако је ове године коначно успео да савлада Рафаела Надала у Паризу, у четвртфиналу, уследило је полуфинале у пет сетова против Марија, а потом пораз од Станисласа Вавринке, који је одиграо један од најбољих мечева каријере.
Ђоковић је ове сезоне постао први тенисер који је освојио прва три Мастерс турнира у сезони — Индијан Велс, Мајами и Монте Карло. Одбранио је титулу у Индијан Велсу и уједно освојио 50. турнир у каријери. Након још једног пропуштеног Мастерса у Мадриду, одбранио је титулу у Риму, победивши Федерера за четврту титулу у „Вечном граду”. Наставио је свој „пост” на северноамеричкој летњој Мастерс серији, изгубивши у финалима Монтреала и Синсинатија од Марија и Федерера. Британац је тиме прекинуо низ од осам пораза против Ђоковића. Можда две најдоминантније недеље у сезони најбољи тенисер света остварио је на турнирима у Пекингу и Шангају, не изгубивши ниједан сет. Након треће узастопне титуле у париском „Берсију”, доживео је последњи пораз у години, од Федерера, у групној фази Завршног турнира сезоне. Реванширао му се већ у финалу, освојивши рекордну четврту узастопну титулу на турниру који окупља осам најбољих тенисера у сезони. Тријумфом над Рафаелом Надалом у полуфиналу, изједначио се са својим највећим ривалом по броју победа.
Ђоковић је у овој сезони наступио на 16 турнира, а до финала није стигао само на првом, у Дохи. Овај рекордни низ у току једне сезоне обележен је освајањем 11 титула, од тога рекордних шест Мастерс турнира. Још неки рекорди које је српски тенисер поставио у овој сезони укључују највећи број победа над играчима из првих десет (31), највећи број поена на АТП листи (16.585), као и највећу зараду од турнира (21,6 милиона долара). По први пут је целу сезону провео као најбоље рангирани тенисер света.

### 2016. Гренд слем каријере и рекорд по броју АТП поена
Ђоковић је освојио своју 60. титулу у каријери у Дохи, победивши Надала резултатом 6:1, 6:2. Рекордну шесту титулу у Мелбурну је освојио, савладавши у реваншу финала из 2015. године, Ендија Марија у три сета.
Освојио је пети Мастерс у Индијан Велсу, победивши у финалу Милоша Раонића. Почетком априла, Ђоковић је без изгубљеног сета освојио наредни Мастерс, у Мајамију, савладавши Кеја Нишикорија у финалу. Као бранилац титуле у Монте Карлу, Ђоковић је неочекивано доживео пораз већ на старту турнира од Чеха Јиржија Веселог. У финалу Мадрида је савладао Ендија Марија са 6:2, 3:6 и 6:3. Другу узастопну недељу играо је финале против Марија у Риму, али је Британац овог пута добио меч резултатом 6:3, 6:3.
Коначним освајањем Ролан Гароса, Ђоковић је постао први тенисер, након Рода Лејвера 1969, са победама на сва четири гренд слем турнира у низу. Постао је осми играч који је комплетирао титуле на гренд слемовима, после Фреда Перија, Дона Баџа, Рода Лејвера, Роја Емерсона, Андреа Агасија, Роџера Федерера и Рафаела Надала. У финалу је победио Ендија Марија са 3:1, и постао једини тенисер у историји који је освојио четири гренд слем турнира у низу на три различите подлоге — бетон, трава и шљака (пре 1969. године, када је почела Опен ера, три гренд слема играна су на трави).
На Вимблдону је Ђоковић изгубио у трећем колу од америчког тенисера Сема Кверија у четири сета. Меч је због кише трајао два дана, а поразом је прекинут низ од 28 гренд слем турнира на којима је стизао макар до четвртфинала, као и рекордни низ од 30 добијених мечева на гренд слем турнирима. Затим су уследиле Олимпијске игре и поред великих очекивања, није остварио запаженији резултат. Изгубио је у првом колу од Хуана Мартина дел Потра у два тајбрејка. Ђоковић је освојио 30 мастерс у каријери победивши у Торонту Кеија Нишикорија у два сета. На Ју ес опену је играо у финалу где је поражен од Швајцарца Станисласа Вавринке са 3:1. На претпоследњем мастерсу сезоне у Шангају, Ђоковић је изгубио у полуфиналу од 15 носиоца Баутисте Агута из Шпаније. На мастерсу у Паризу је испао у четвртфиналу, чиме је британски тенисер Енди Мари преузео прво место на АТП листи од Ђоковића.
Последњи турнир сезоне Ђоковић је одиграо у Лондону. У групи је редом победио: Доминика Тима 6:7(10), 6:0, 6:2, затим Милоша Раонића 7:6(5), 7:6(5) и на крају Давида Гофана 6:1, 6:2. У полуфиналу је победио Кеија Нишикорија резултатом 6:1, 6:1, а губи у финалу од Ендија Марија 3.6, 4:6, што је и додатно потврдило заслужено прво место. Српски тенисер годину завршава на другом месту, са односом победа и пораза у синглу од 65-9, а у дублу 1-4. Освојио је 7 трофеја и нешто више од 12,6 милиона долара.

### 2017. Проблеми са повредама и сарадња са Агасијем
Ђоковић је на старту сезоне освојио 67. титулу у каријери у Дохи, пошто је у финалу победио Марија у три сета. У другом колу Аустралијан опена је изненађујуће поражен од Дениса Истомина са 3:2. На наредна два турнира у Акапулку и Индијан Велсу је поражен од Ника Кириоса из Аустралије.
У мају 2017. године, Ђоковић је објавио да распушта цео тим и стручни штаб на челу са тренером Маријаном Вајдом, кондиционим тренером Гричом и физиотерапеутом Миљаном Амановићем. На мастерс турниру у Мадриду, Ђоковић је изгубио у полуфиналу од Надала у два сета. Седам дана касније, Ђоковић је одиграо много боље и стигао је до финала мастерса у Риму где је поражен од Александра Зверева из Немачке. Од 21. маја 2017. нови тренер у стручном штабу Ђоковића је некадашњи амерички тенисер Андре Агаси. Крајем јуна месеца му се придружио Марио Анчић.
Ђоковић је освојио АТП 250 турнир у Истборну, укупно 68 у каријери, али је због повреде лакта био приморан да преда меч Томашу Бердиху у четвртфиналу Вимблдона. Након тог меча, објавио је крајем јула на конференцији за штампу да се због теже повреде лакта повлачи до краја сезоне.
На крају 2017. године, Ђоковић је заузимао 12. место на АТП листи.

### 2018. Повратак Вајде, два гренд слем трофеја, златни мастерс и повратак на прво место
Први меч после шест месеци паузе је одиграо на егзибиционом турниру Кујонг класик; победио је Доминика Тима у два сета. Први званични турнир на ком је наступио било је Отворено првенство Аустралије, а поражен је у четвртом колу од Хјона Чунга у три сета. Почетком фебруара Ђоковић је изјавио да је имао операцију лакта у Швајцарској. Почетком априла раскинута је сарадња Ђоковића са тренерима Агасијем и Штепанеком.
На мастерс турниру у Монте Карлу је победио Лајовића и Ћорића, али је затим поражен од Доминика Тима. Ђоковић је потврдио да ће Маријан Вајда бити његов тренер барем до краја Ролан Гароса.
На другом гренд слему у години Ролан Гаросу је поновио резултат од прошле године те је такмичење завршио у четвртфиналу поразом од Марка Чекината из Италије.
Сезону на трави отвара учешћем на турниру у Квинсу. Након 10 година, од првог учешћа, долази до финала и губи га од Марина Чилића резултатом 7:5, 6:7(4), 3:6. Ту је остварио и своју 800. победу у каријери. Не брани титулу на турниру у Истборну. На Вимблдону је дошао као 21. тенисер света, али добија позицију 12. носиоца. На овом турниру дошао је до своје 60. победе.
Ђоковић је освојио тринаесту гренд слем титулу у каријери на Вимблдону, победивши најпре у полуфиналу Рафаела Надала после два дана тениса у пет сетова, а затим у финалу и Кевина Андерсона из Јужне Африке. Ђоковић је исписао историју на турниру у Синсинатију, пошто је освајањем титуле постао власник свих девет АТП Мастерса из 1000 серије. Победио је Роџера Федерера у финалу са 2:0, те је тако остварио Златни мастерс и постао први играч који је освојио све турнире из те категорије.
Ђоковић је трећи пут у каријери освојио УС Опен, победивши Хуана Мартина дел Потра у великом финалу са 3:0. Овом победом се изједначио на трећем месту са Питом Сампрасом који је такође освојио 14. гренд слем титула. Наставио је низ победа освојивши четврти пут мастерс турнир у Шангају победом против Ћорића, то је био његов 32 турнир из ове категорије. Ђоковић је на мастерсу у Паризу стигао до финала и преузео од Надала прво место на АТП листи.
Ђоковић је по пети пут у каријери обезбедио прво место на крају сезоне, изједначио се са Роџером Федерером и Џимијем Конорсом, а само је Пит Сампрас испред који је шест пута то остварио.

### 2019. Седма рекордна титула у Аустралији и пети Вимблдон
На старту сезоне, Ђоковић је освојио егзибициони турнир Мубадала у Абу Дабију, победио је Карена Хачанова из Русије у два сета и потом у финалу Јужноафриканца Кевина Андерсона после преокрета са 2:1 у сетовима. Званичан почетак сезоне започиње учешћем на турниру у Дохи, где је изгубио у полуфиналу од Баутисте Агута из Шпаније.
У финалу Отвореног првенства Аустралије победио је Рафаела Надала са 3:0 у сетовима и освојио 15. гренд слем трофеј. Ђоковић је на тај начин стигао до рекордног, седмог трофеја у Мелбурну и престигао Роја Емерсона и Роџера Федерера.
У наставку сезоне, на америчкој турнеји на тврдој подлози, није бележио очекиване резултате пошто је изгубио у трећем колу Отвореног првенства Индијан Велса од Филипа Колшрајбера, односно четвртом колу Отвореног првенства Мајамија од Роберта Баутисте Агута. Победом против грчког тенисера Стефаноса Циципаса у финалу Мадрида освојио је 33 титулу из категорије мастерс 1000, те се изједначио по броју освојених титула са Рафаелом Надалом. Ђоковић је одиграо још једном добро у Риму, након напорних мечева са Дел Потром и Шварцманом у четвртфиналу и полуфиналу где је изашао као победник, овај пут је у финалном мечу поражен од Надала у три сета.
На Отвореном првенству Француске је поражен у полуфиналу од Доминика Тима са 3:2, а меч је био прекидан неколико пута и играо се два дана због кише и лоших временских услова.
Ђоковић је освојио пети пут Вимблдон, победом у историјском финалу против Швајцарца Роџера Федерера. Победио је са резултатом 3:2 у сетовима, а у одлучујућем тајбрејку први пут се код резултата 12:12 одиграо тајбрејк где је Ђоковић био бољи са 7:3. Новак је, уједно, први играч који је освојио Вимблдон након спасене меч лопте после 70 година, финале које је одиграо са Федерером је било најдуже у историји Отвореног првенства Велике Британије. Након освајања Вимблдона, обезбедио је учешће на Завршном турниру сезоне у Лондону.
На турниру у Синсинатију је стигао до полуфинала, а на Отвореном првенству САД до осмине финала пошто је предао меч Стену Вавринки због повреде левог рамена.
Освојио је први пут у каријери Отворено првенство Јапана, максималном победом у финалу против Џона Милмана. Није успео да одбрани титулу на Мастерс турниру у Шангају јер га је у четвртфиналу савладао Стефанос Циципас. На мастерсу у Паризу је освојио пету титулу победом у финалу против Дениса Шаповалова, те је остао у борби за прво место на крају године. На Завршном мастерсу у Лондону је испао у групној фази са једном победом и два пораза, а сезону је завршио на другом месту АТП листе и са пет освојених титула.
Tennis.com је Ђоковића крајем 2019. године прогласио играчем деценије.

### 2020. Освајање АТП купа и осма титула у Аустралији
Званично је започео сезону представљајући Србију на новоформираном такмичењу репрезентација АТП куп. Ђоковић је победио оба сингл меча у групној фази против Јужне Африке и Француске, а Србија се пласирала у четвртфинале. Ђоковић је са колегама из репрезентације Србије освојио АТП куп, победом у финалу против Шпаније, добио је у синглу Рафаела Надала и потом у пару са Виктором Троицким одиграо за коначну победу резултатом 2:1. Поред Новака, у тиму Србије су били још Душан Лајовић, Виктор Троицки, Никола Ћаћић и Никола Милојевић, а селектор Ненад Зимоњић. У првом колу Аустралијан опена, Ђоковић је победио Штруфа из Немачке и на тај начин дошао до јубиларне 900 победе у каријери.
Ђоковић је успешно одбранио титулу у Аустралији, остваривши осми рекордни тријумф, победом у финалном мечу против Доминика Тима из Аустрије са 3:2. Освајањем тог турнира, вратио се на прво место АТП листе. Освојио је пету титулу на турниру у Дубаију, победио је у финалу Стефаноса Циципаса у два сета, а пре тога добио је Гаела Монфиса у полуфиналу када је спасио три меч лопте.
Након паузе у свету тениса услед пандемија вируса корона, Новак Ђоковић је одлучио да организује Адриа тур чији се први део одиграо у Београду. Као главни организатор турнира, Ђоковић је позвао неке од најбољих тенисера света међу којима су Григор Димитров, Александар Зверев и Доминик Тим. Ђоковић је групној фази такмичења победио Виктора Троицког и Александра Зверева, а изгубио од Филипа Крајиновића. Наредни део турнира је почео у Задру где је Новак стигао до финала, али је оно отказано јер је показано да Димитров, који је био учесник турнира, има вирус. Два дана касније у Београду је потврђено да је и сам Ђоковић заражен.
Сезона је настављена 21. августа на турниру у Синсинатију. Ђоковић је освојио Синсинати мастерс победом над Милошем Раонићем са 2:1 у сетовима. Стигао је до 35. мастерса у каријери чиме се изједначио са Рафаелом Надалом. То му је и друга титула на овом турниру, што значи да је дуплирао Златни Мастерс.
У првом колу Отвореног првенства САД победио је Дамира Џумхура убедљивим резултатом 3:0. У другом колу је савладао Кајла Едмунда са 3:1 и то је био меч у којем је Ђоковић изгубио први тај-брејк у 2020. години након десет узастопних добијених. Након убедљиве победе над Jан-Ленардом Штруфом у 3. колу, у мечу осмине финала против Пабла Карења Бусте је случајно погодио линијског судију лоптицом због чега је дисквалификован са турнира.
Ђоковић се вратио на терен десетак дана касније на мастерс турниру у Риму. Освојио је турнир по пети пут у каријери победивши у финалу Дијега Шварцмана из Аргентине, а укупно 36 у тој категорији, на тај начин је престигао Рафаела Надала по броју освојених АТП Мастерс 1000 турнира.
На Ролан Гаросу који је због пандемије вируса корона одржан крајем септембра, Ђоковић је стигао до финала, где је изгубио од Рафаела Надала у три сета.
Ђоковић је рекордни шести пут у каријери завршио годину на првом месту АТП листе, чиме се изједначио са Питом Сампрасом из САД.

### 2021. Рекорд по броју недеља на врху АТП листе, други Ролан Гарос и шести Вимблдон
Сезону је започео на тимском такмичењу АТП куп, забележио је обе победе у синглу против Шаповалова и Зверева, али Србија није успела да се пласира у полуфинале и одбрани титулу. На првом гренд слему у сезони који се овај пут одржао почетком фебруара у Аустралији, Ђоковић је успео да се пласира у четвртфинале победом над Раонићем, остварио је тако јубиларну 300 победу на гренд слем турнирима. У четвртфиналу је савладао Зверева, а у полуфиналу Асланa Карацевa. Трећу узастопну титулу у Мелбурну и девету укупно обезбедио је победом над Данилом Медведевим од 3:0.
Дана 8. марта 2021. године Ђоковић је званично оборио рекорд по броју недеља проведених на првом месту АТП листе. Овај значајан рекорд је држао Роџер Федерер са 310 недеља, а од 8. марта Ђоковић је започео 311 недељу као број 1 светског тениса у појединачној конкуренцији.
На мастерсу у Монте Карлу, добио је први меч против Јаника Синера, али је потом поражен у наредном од Данијела Еванса из Велике Британије. Следећи турнир на ком је наступио, био је Србија опен. Након две победе и пласмана у полуфинале, изгубио је од Аслана Карацева из Русије после велике борбе. Пошто је прескочио турнир у Мадриду, наступио је на мастерс турниру у Риму. У истом дану је због кише, играо четвртфинални и полуфинални меч, оба је добио против Циципаса и Сонега. Потом је поражен у финалу од Рафаела Надала после велике борбе у три сета. Ђоковић је освојио 83. титулу у каријери победом на турниру Београд опен, који је одигран пред сам почетак Ролан Гароса. У финалу је победио Алекса Молчана из Словачке.
Ђоковић је у спектакуларном полуфиналу Ролан Гароса, избацио Рафаела Надала победом од 3:1. У финалу је победио Стефаноса Циципаса из Грчке после велике борбе и преокрета са резултатом 3:2. Ђоковић је тако постао први и једини играч који је минимум два пута освајао сваки од четири гренд слем турнира.
Освојио је шесту и трећу узастопну титулу на Вимблдону, победивши у финалу Матеа Беретинија из Италије резултатом 3:1 у сетовима. Пре тога је на турниру редом побеђивао Џека Дрејпера, Кевина Андресона, Дениса Кудлу, Кристијана Гарина, Мартона Фучовича и Дениса Шаповалова. Освајањем Вимблдона, Ђоковић је укупно подигао 20. пехар на гренд слем турнирима, и изједначио се са Роџером Федерером и Рафаелом Надалом.
Потом је наступио за Србију на Олимпијским играма у Токију, где је у појединачној конкуренцији стигао до полуфинала и поражен од Александра Зверева. У борби за бронзану медаљу, изгубио је од Шпанца Пабла Карења Бусте после велике борбе. Играо је са Нином Стојановић у миксу, али су поражени у полуфиналу, меч за бронзану медаљу су били приморани да предају због Новакове повреде.
На Отвореном првенству САД, Ђоковић је имао шансу да освоји календарски слем, сва четири гренд слем трофеја у истој години. Стигао је до финалне борбе за победу на турниру, поражен је од Данила Медведева из Русије коме је то било треће гренд слем финале и први освојен трофеј у каријери.
Победом у полуфиналу мастерса у Паризу над Хубертом Хуркачом из Пољске, обезбедио је прво место на крају 2021. године по седми пут и тако превазишао Пита Сампраса. У финалу је Ђоковић победио Данила Медведева у три сета, те је тако освојио шести Париз мастерс и рекордни 37 мастерс турнир у каријери.
На Завршном мастерсу који је први пут одржан у Торину, остварио је све три победе у својој групи, а у полуфиналу је поражен од Саше Зверева са резултатом 2:1. Сезону је званично завршио играњем за репрезентацију Србије у полуфиналу Дејвис купа, а Ђоковић је добио сва четири меча у појединачној конкуренцији које је одиграо.

### 2022. Контроверза у Аустралији, 1000 победа у каријери и седми Вимблдон
Ђоковић је намеравао да почне сезону 2022. учешћем у АТП купу, али се повукао. Следећи је био Аустралијан опен где је троструки бранилац титуле. Ђоковић је био један од малог броја играча и особља којима су Тенис Аустралија и Министарство здравља државе Викторије одобрили медицинско изузеће од обавезне вакцинације против ковида 19. Ђоковић је отпутовао у Мелбурн 5. јануара, али су га аустралијске граничне снаге притвориле након што су утврдиле да не испуњава услове уласка за невакцинисаног путника. Виза му је укинута и неколико дана је држан у имиграционом притворском хотелу чекајући судско саслушање. Дана 10. јануара, Савезни окружни и породични суд Аустралије пресудио је против владе из процедуралних разлога, налажући његово ослобађање и досуђујући трошкове. Разлог за одлуку је био да су аустралијски званичници, када је Ђоковић био у имиграционом притвору пре него што му је виза укинута, одбацили договор да Ђоковићу дају довољно времена да се обрати адвокатима и тениским властима пре званичног интервјуа; то је навело аустралијску владу да призна да су се према Ђоковићу понашали неразумно. Ђоковић је затим открио да су на његовом захтеву за визу наведене погрешне информације, које је приписао „људској грешци” његовог тима за подршку који је попунио папирологију.
Ђоковић је у фебруару учествовао на Отвореном првенству Дубаија. После победа против Лоренца Мусетија и Карена Хачанова, изгубио је у четвртфиналу од Јиржија Веселог. Повукао се са Мастерса у Индијан Велсу и са Отвореног првенства у Мајамију, због тога што су Сједињене Државе забраниле улазак невакцинисаних у земљу. Упркос томе што није могао да игра, Ђоковић је поново постао број 1 на свету након пораза Медведева у трећем колу Индијан Велса.
Након што није могао да игра у марту, Ђоковић је почео сезону на шљаци на мастерсу у Монте Карлу 2022. у априлу месецу као први носилац, где је био слободан у првом колу, а потом против Алехандра Давидовича Фокине је изгубио у другом колу.
Крајем априла месеца играо је на Отвореном првенству Србије, Ђоковић је успео да уђе у прво АТП финале у сезони, али је поражен од Андреја Рубљова из Русије у три сета.
Дана 14. маја 2022. године, на мастерс турниру у Риму, победио је Каспера Руда у полуфиналу и остварио 1000. победу у каријери на АТП турнеји. У финалу турнира је играо против Стефаноса Циципаса из Грчке, победио га је у два сета и тако освојио рекордни 38 мастерс турнир.
Ђоковић се у четвртфиналу Отвореног првенства Француске суочио са Надалом у њиховом рекордном 59. сусрету. Изгубио је у четири сета, окончавши одбрану титуле на Отвореном првенству Француске.
На Вимблдону је освојио трофеј седми пут у каријери победивши у финалу Ника Кирјоса у четири сета, те је тако освојио двадесет прву титулу на гренд слем турнирима.
Није учествовао на Ју Ес опену због тога што као невакцинисани странац, није му дозвољено да уђе на територију Сједињених Америчких Држава.
Освојио је осамдесет девету титулу у каријери, победивши Марина Чилића у финалу турнира серије АТП 250 који се одиграо у Тел Авиву. На АТП 500 турниру у Астани, освојио је деведесету титулу у каријери победом у финалу против Стефаноса Циципаса из Грчке. На мастерс турниру у Паризу, поражен је у финалу од Холгера Рунеа из Данске у три сета.
Шести пут у каријери је освојио Завршни мастерс сезоне одигран у Торину, победивши у финалу норвешког тенисера Каспера Руда у два сета. Турнир је освојио са свих пет победа. Сезону је завршио на петом месту АТП ранг листе.

### 2023. Освојена 24 гренд слем титула, рекорд на мастерс турнирима и повратак на прво место
У свом тиму је ангажовао новог физиотерапеута Клаудија Цимаљу, уместо Улисеса Бадиа. Сезону је стартовао на турниру АТП 250 серије у Аделејду, где је освојио титулу, победом у финалу против Себастијана Корде у три сета.
Освојио је рекордну десету титулу на Отвореном првенству Аустралије, победивши у финалу Стефаноса Циципаса из Грчке у три сета. На целом турниру изгубио је само један сет. Након што је победио у Аустралији, вратио се на прво место АТП ранг листе.
Изједначио се са Рафаелом Надалом по броју освојених Гренд слем титула, сада деле прво место са 22. освојене гренд слем титуле, такође, освојио је 93. титулу у каријери и дели треће место са Надалом.
Дана 27. фебруара 2023, Ђоковић је оборио рекорд Штефи Граф са 378 недеља на првом месту, што је највише од свих тенисера, било да је мушка или женска конкуренција.
Током априла месеца играо је на турниру Српска опен на теренима Националног тениског центра Републике Српске у Бања Луци. Пласирао се у четвртфинале турнира, где је поражен од сународника Душана Лајовића у два сета.
Освојио је по трећи пут Ролан Гарос, на путу до финала је победио у полуфиналу првог играча света Карлоса Алкараза и у финалу Каспера Руда. Освајањем 23 гренд слем трофеја, Ђоковић се тако пробио на прво место по укупном броју слемова и до сада једини играч који је минимум три пута освајао сваки од четири гренд слем турнира.
Потом је играо на Вимблдону где је покушао да освоји пету узастопну титулу. До полуфинала је стигао са максималним победама над Педром Качином, Џорданом Томпсоном и Станом Вавринком и победама у четири сета над Хубертом Хуркачем и Андрејем Рубљовом. У полуфиналу се сусрео са Јаником Синером у реваншу њиховог четвртфиналног меча претходне године, а Ђоковић је победио у три сета и стигао до свог петог узастопног и деветог укупно финала Вимблдона, као и до свог рекордног 35. великог финала на гренд слем турнирима. Потом је изгубио финале од Карлоса Алкараза у пет сетова, прекинувши свој низ од 34 победе на Вимблдону од 2018. и низ непоражености у финалу Вимблдона и на централном терену од његовог финалног пораза на Вимблдону 2013. од Ендија Мареја.
Наставио је сезону на америчкој турнеји после забране играња због ковид протокола. Успео је да освоји трећу титулу на Мастерсу у Синсинатију и укупно рекордну 39. Мастерс титулу. Победио је Карлоса Алкараза у реваншу финала Вимблдона. То је било најдуже АТП финале играно на три добијена сета и најдужи меч у историји турнира, у трајању од 3 сата и 49 минута, и одмах је похваљен као један од најбољих мечева свих времена. Том приликом је Новак успео да спаси меч лопту. Ђоковић је то назвао једним од својих најтежих мечева и рекао: „Искрено, то је било као гренд слем финале, чак и више од тога”. Упоредио је интензитет и чврстину меча са својим мечом против Рафаела Надала у финалу Аустралијан опена 2012. године.
Ђоковић је освојио рекордну 24. титулу на гренд слем турнирима против Данила Медведева у финалу УС Опена 2023. Постао је најстарији шампион у Опен ери на турниру, и постао је први човек који је четири пута освојио три гренд слема у сезони. Други сет у финалном мечу је био један од најдужих сетова који је Новак одиграо у каријери, трајао је чак сат времена и четрдесет четири минута.

### 2024. Најстарији број 1 у историји и олимпијска златна медаља
Сезону је започео са репрезентацијом на Јунајтед купу који се одржава у Перту.
У полуфиналу Аустралијан опена изгубио је од Јаника Синера, што је Ђоковићев први изубљени меч на овом турниру од 2018. Ђоковић је направио паузу и у фебруару није имао заказане мечеве.
Крајем марта 2024. Ђоковић је прекинуо сарадњу са тренером Гораном Иванишевићем, након пет година. Дана 8. априла 2024, постао је најстарији тенисер на првом месту АТП листе у историји тениса. По пети пут је проглашен за најбољег спортисту света од стране Лауреус академије.
Победом у мечу четвртог кола Ролан Гароса против Франциска Серундола, Ђоковић је надмашио Федерера по броју победа на гренд слем турнирима (370 према Федереровим 369) и највише четвртфинала на гренд слем турнирима (59 према Федереровим 58). После тог меча је морао да преда четвртфинале због повреде менискуса десне ноге.
Ђоковић је играо на Вимблдону 2024. и још једном се пласирао у финале које је било његово рекордно 37. гренд слем финале. Покушавао је да освоји рекордну осму титулу. Међутим, он је још једном изгубио од Карлоса Алкараза у реваншу прошлогодишњег финала, овог пута је поражен у три сета.
На Олимпијским играма у Паризу је освојио златну медаљу, била је то друга освојена медаља за Србију на такмичењу. Ђоковић је тако освојио једини велики турнир који му је недостајао у каријери. У финалу је победио Карлоса Алкараза из Шпаније у два сета, оба је добио у тај брејку.
На америчкој турнеји, играо је само на Ју Ес Опену у Њујорку, где је поражен у трећем колу од Алексеја Попирина из Аустралије.
Средином септембра је играо за Србију у Дејвис купу. Са репрезентацијом је остварио укупну победу против Грчке, одиграо је по један меч у синглу и дублу, остварио обе победе.
Стигао је до финала мастерса у Шангају, где је поражен од Јаника Синера. Остварио је пласман на завршно АТП финале као шести тенисер у том тренутку, али је одустао од тог турнира због повреде.

### 2025. Нови оборени рекорди и 100 титула у каријери
Најавио је да ће играти у првој седмици сезоне, наступао је на турниру у Бризбејну, што му је био турнир за загревање пред Аустралијан опен. У новембру 2024. је објављено да је Ђоковић изабрао свог дугогодишњег ривала Ендија Мареја, да га тренира на Аустралијан опену. Оборио је рекорд одиграних гренд слем мечева, у другом колу Аустралијан опена је одиграо 430 меч, те престигао Роџера Федерера који је имао 429 мечева. У четвртфиналу је победио Карлоса Алкараза у четири сета, али се том приликом повредио. У полуфиналу је био приморан да због повреде преда меч Саши Звереву после једног одиграног сета.
На турниру у Женеви, освојио је јубиларну 100 титулу у каријери, пошто је у финалу победио Хуберта Хуркача из Пољске.

## Ривалства

### Ривалство са Надалом
Ђоковић и Надал су играли један против другог 60 пута, што представља рекордни број сусрета два тенисера у Опен ери. Ђоковић води са 31:29 (Надал води 20:9 на шљаци, резултат на трави је 2:2, док је на тврдој подлози 20:7 за Ђоковића). Састајали су се на турнирима свих категорија. Играли су у 28 финала од којих је Ђоковић освојио 15. Надал, међутим, води са 11:7 у мечевима на гренд слем турнирима. Њихово ривалство је означено као треће највеће у првој деценији 21. века (иза ривалства Федерер — Надал и Сампрас — Агаси). Ђоковић је једини играч који је Надала победио седам пута заредом, и то у седам финала (од Индијан Велса 2011. до Отвореног првенства Аустралије 2012). Он има највише победа на шљаци и на гренд слем турнирима против Шпанца. Надал, са друге стране, такође има највише гренд слем победа (и победа уопште) над својим ривалом.
Њих двојица су се досад састали у девет финала гренд слема и Ђоковић је добио четири, а Надал пет пута. Држе рекорд по дужини једног гренд слем финала — 5 сати и 53 минута на Отвореном првенству Аустралије 2012, а такође и по дужини у мечевима у три сета са тај-брејком у последњем сету (4 сата и 3 минута, Мадрид 2009). Надал и Ђоковић су други пар у историји који се срео у четири узастопна гренд слем финала.
| Ђоковић | Такмичење         | Надал |
| ------- | ----------------- | ----- |
| 7       | Гренд слем        | 11    |
| 3       | Тенис мастерс куп | 2     |
| 16      | АТП Мастерс 1000  | 13    |
| 2       | АТП 500           | 0     |
| 1       | АТП 250           | 1     |
| 1       | АТП куп           | 0     |
| 0       | Дејвис куп        | 1     |
| 1       | Олимпијске игре   | 1     |

### Ривалство са Федерером
Ђоковић и Федерер су одиграли 50 мечева и резултат је 27:23 у корист Ђоковића. Српски тенисер води са 20:18 на бетону и 3:1 на трави док су изједначени на шљаци (4:4). Сусрели су се у деветнаест финала и резултат је 13:6 за Ђоковића. Играли су један против другог у пет гренд слем финала. Федерер је победио на Отвореном првенству САД 2007, док је Вимблдон 2014, 2015. и 2019, као и Отворено првенство САД 2015, освојио Ђоковић. Федерер и Ђоковић су једини играчи који су оног другог победили на свим гренд слем турнирима. Ђоковић је једини играч који је Федерера савладао на три узастопна гренд слем турнира. Укупно су одиграли 17 мечева на гренд слем турнирима, резултат је 11:6 за Ђоковића.
Федерер је у три прилике прекинуо велики Ђоковићев низ победа. У полуфиналу Ролан Гароса 2011. је задао Србину први пораз у сезони, после 41 победе (43, рачунајући Дејвис куп 2010), тиме га спречивши да се изједначи са Џоном Макенроом по броју узастопних победа од почетка године. На Мастерсу у Шангају 2014, такође у полуфиналу, Федерер је прекинуо Ђоковићев низ од 28 победа на тлу Кине, који је почео 2010. године. Коначно, у групној фази Завршног турнира у Лондону 2015. године, Швајцарац је нанео првом тенисеру света први пораз на том турниру од 2011. и први пораз у дворани од 2012. године. Занимљиво је да су прва два низа започела управо након пораза од Федерера, тако да их је он и „отворио” и „затворио”.
Њихови најзапаженији мечеви су били два полуфинала Отвореног првенства САД (2010. и 2011). Оба су била у пет сетова, и у оба је Ђоковић спасао две меч-лопте пре него што је тријумфовао. Још један „класик” било је финале Вимблдона 2014, које је Ђоковић решио у пет сетова. На Мастерс купу 2014. Ђоковићу је Федерер предао меч у финалу и то је први пут у историји тог такмичења да се један тенисер повукао на финалном мечу.
Федерер је завршио играчку каријеру у септембру 2022. године на Лејвер купу, на ком је учествовао и Новак Ђоковић, те је тако остало да су одиграли укупно 50 мечева један против другог.
| Ђоковић | Такмичење         | Федерер |
| ------- | ----------------- | ------- |
| 11      | Гренд слем        | 6       |
| 3       | Тенис мастерс куп | 3       |
| 11      | АТП Мастерс 1000  | 9       |
| 2       | АТП 500           | 4       |
| 0       | АТП 250           | 0       |
| 0       | Дејвис куп        | 1       |

### Ривалство са Маријем
Ђоковић и Мари су до сада одиграли 36 мечева. Ђоковић води са 25:11 (5:1 на шљаци и 20:8 на тврдој подлози, док Мари води 2:0 на трави). Играли су у деветнаест финала и Ђоковић води 11:8. Седам пута су играли на финалима гренд слем турнира. Ђоковић је освојио Отворено првенство Аустралије 2011, 2013, 2015, 2016. и Отворено првенство Француске 2016, а Мари Отворено првенство САД 2012. и Вимблдон 2013. Најзапаженији сусрети су им били полуфинале у Аустралији 2012. (које је добио српски тенисер) и финале Отвореног првенства САД 2012. Оба меча су играна у пет исцрпљујућих сетова са много обрта и трајала су скоро пет сати. Значајан меч за њихово ривалство је и финале Мастерс турнира у Шангају 2012, које је добио Ђоковић после спасавања пет меч-лопти. Интересантан је податак да је Енди само недељу дана старији од Новака.
| Ђоковић | Такмичење         | Мари |
| ------- | ----------------- | ---- |
| 8       | Гренд слем        | 2    |
| 1       | Тенис мастерс куп | 1    |
| 14      | АТП Мастерс 1000  | 6    |
| 1       | АТП 500           | 1    |
| 1       | АТП 250           | 0    |
| 0       | Дејвис куп        | 0    |
| 0       | Олимпијске игре   | 1    |

## Стил игре
Чувени тениски тренер и стручњак Ник Болетери изјавио је 2013. године да је Ђоковић „најкомплетнији тенисер у историји”, наводећи да Србин нема ниједну упадљиву слабост и да зна подједнако добро да изводи све ударце. Са овим мишљењем су се касније сложили и други играчи.
Ђоковић игра десном руком. Његов стил карактеришу дубоки и продирући ударци са обе стране терена, као и агресивна игра са основне линије. Његов бекхенд се сматра једним од најбољих у данашњем тенису. Најбољи ударци су му бекхенд-паралеле велике прецизности. Познат је и као један од играча који се најбоље крећу по терену. Има добре способности одбране и покривања терена. Ђоковић је један од најеластичнијих тенисера, способан да се клиже не само на шљаци, већ и на трави и тврдој подлози.
Након што је имао потешкоћа са сервисом (нарочито током сезоне 2009 и 2010), он му је постао једно од најјачих оружја. Први сервис му је обично раван (flat serve), а други му је кик или слајс сервис (kick serve, slice serve). Ђоковић је такође један од играча са најбољим ритерном, који може да буде офанзиван и дефанзиван. Џон Макенро сматра да Ђоковић има најбољи ритерн у историји мушког тениса.

## Тренери и стручни тим
Први Ђоковићев тренер била је Јелена Генчић, бивша југословенска тенисерка и тренер Горана Иванишевића и Монике Селеш. На њен савет родитељи су Новака 1999. одвели у Минхен код Николе Пилића. У Пилићевој академији Ђоковић је провео четири године. Током 2004. и 2005. године, Новаков тренер је био Дејан Петровић, а од дела 2005. га је тренирао Италијан Рикардо Пјати, који је у то време био и тренер Ивану Љубичићу. Са Пјатијем се разишао пре Отвореног првенства Француске 2006. због његове немогућности да се посвети двојици тенисера.
Пјатија је јуна 2006. заменио Словак Маријан Вајда. Од августа 2009. до априла 2010. Ђоковић је сарађивао са бившим четвртим тенисером света, Американцем Тодом Мартином. Вајда је на месту главног Ђоковићевог тренера провео седам и по година, када га је заменио бивши први тенисер света, Немац Борис Бекер. Вајда је изјавио да је одлука донета заједнички, како би он добио више времена за приватне обавезе. Он ће бити уз Ђоковића на турнирима у Индијан Велсу, Мадриду, Канади и Пекингу, док преостале турнире преузима Бекер. Ђоковић и Бекер су споразумно раскинули сарадњу у децембру 2016. године.
Стручни тим Новака Ђоковића до маја 2017. чинили су, поред Вајде, Миљан Амановић (физиотерапеут) и Гебхард Фил-Грич (фитнес тренер). Бивши професионални тенисер Душан Вемић, као спаринг-партнер и помоћни тренер, био је члан Ђоковићевог тима од 2011. до 2013. године. Вајда и Фил Грич су од 2018. године поново у Новаковом стручном штабу, њима се придружио физиотерапеут Улисес Бадио, а током 2019. године поново је у његовом тиму физиотерапеут Миљан Амановић. Новака на турнирима прате још агент Едоардо Арталди и Елена Капеларо која је у његовом тиму задужена за односе с јавношћу.
Ђоковић је раније сарађивао са нутриционистом Игором Четојевићем, који је у његовом тиму био од јула 2010. до јула 2011. Пре него што је ангажовао Фила-Грича (2009), фитнес тренер му је био Ронен Бега.
Од маја 2017. до априла 2018. некадашњи славни амерички тенисер Андре Агаси био је тренер у стручном штабу Ђоковића. Крајем јуна 2019. године Ђоковићевом стручном штабу се прикључио некадашњи хрватски тенисер Горан Иванишевић, непосредно пред почетак турнира у Вимблдону. Сарадњу су окончали у марту 2024.

## Опрема
Ђоковића спонзоришу предузећа Хед и француско предузеће Лакост. Раније су спонзори били брендови UNIQLO и Sergio Tacchini. Закључно са 2008. годином, користио је рекете марке Вилсон, а до краја 2009. спонзорисао га је Адидас.
Од 22. маја 2017. године, Ђоковић је званично представљен као ново заштитно лице француске компаније Лакост.
Почетком 2018. године Новак је променио спонзора за патике и озваничио сарадњу са јапанским предузећем Асикс.

## Приватни живот
Новак Ђоковић је рођен 22. маја 1987. године у Београду, као најстарији син оца Срђана и мајке Дијане. Има два млађа брата, Марка (рођен 1991) и Ђорђа (рођен 1995), који су се кратко бавили тенисом. Први пут је узео рекет у руке у тениском кампу на Копаонику, када је имао четири године. Његов први тренер је била Јелена Генчић. Младом Новаку је узор међу тенисерима био Пит Сампрас. Са дванаест година почео је да похађа минхенску тениску академију Николе Пилића.
Живи у Монте Карлу у Монаку. Дуго година га је тренирао Словак Маријан Вајда (први пут од 2006. до 2017, а други пут од 2018 до 2022). Горан Иванишевић му је био тренер од 2019. до 2024. Поред матерњег, српског језика, Ђоковић говори енглески језик, а служи се и немачким, италијанским и француским језиком. У браку је са Јеленом (рођеном Ристић), а венчали су се 10. јула 2014, после девет година забављања. Дана 21. октобра 2014. добили су сина Стефана. Дана 2. септембра 2017. добили су кћерку Тару.
Често на духовит начин имитира друге тенисере, од којих су многи његови пријатељи. Први пут је то јавно радио на лакшем тренингу током Ролан Гароса 2007. (снимци ових имитација, за које Ђоковић тада није знао да постоје, убрзо су објављени на телевизији), а прве имитације (Рафаела Надала и Марије Шарапове) пред великом публиком извео је након победе над Карлосом Мојом на Отвореном првенству САД 2007. Поред имитација, Ђоковић неретко и на друге духовите начине забавља публику, посебно на егзибиционим мечевима.

## Ван терена
Ђоковић је био специјални гост на избору за Песму Евровизије 2008. који је био одржан у Београду. У првој полуфиналној вечери је заједно са водитељем програма, Жељком Јоксимовићем, отпевао песму о Београду. Бацио је велику тениску лоптицу у публику, што је означило почетак гласања. Гостовао је и на церемонији затварања Универзијаде 2009. у Београду.
Појављује се у споту за песму Hello ди-џејева Мартена Солвега и Драгонета, у којем Солвег и Боб Синклер на стадиону Ролан Гароса играју тениски меч. Након што судија прогласи једну од лоптица у ауту, Ђоковић демонстративно улази на терен и убеђује га у супротно.
Ђоковић је у марту 2011. године учествовао у хуманитарном фудбалском мечу у коме су познати тенисери играли против клуба Форт Лодердејл Страјкерса. Прикупљен новац је био намењен за помоћ Јапану после разорног земљотреса те године. Тенисери су изгубили са 5:2, а стрелци за њихов тим били су Енди Мари и Маркос Багдатис. Прикупљена је помоћ од преко 100.000 $.
Од августа 2011. године је национални амбасадор Уницефа за Србију. Од 2011. је амбасадор предузећа за израду ручних сатова Audemars Piguet. У новембру 2011. године Ђоковић је снимио неколико сцена за акциони филм Плаћеници 2 у којима глуми самог себе. Требало је да буде приказан како се рекетом бори против непријатеља, али је његова сцена исечена из коначне верзије филма. Био је гост у више ТВ емисија забавног карактера; између осталог, појавио се у шпанској емисији Hormiguero заједно са колегиницом Аном Ивановић. У САД се појавио у емисијама Џеја Леноа, Конана О’Брајана и Дејвида Летермана. У Србији су га угостили Огњен Амиџић, Ненад Љ. Стефановић и Иван Ивановић.
Ђоковић је 2013. године објавио књигу „Сервирај за победу” (енгл. Serve to Win). Иако садржи елементе аутобиографије, углавном се фокусира на исхрану, мотивацију, физичке и менталне вежбе које су му помогле да постане први играч света, а које препоручује својим читаоцима.
Поводом међународног дана спорта, Ђоковић се 23. августа 2013. године у Њујорку обратио Скупштини Уједињених нација, на позив председника Вука Јеремића. Говорио је о важности спорта за младе и значају фер-плеја.
Ђоковић је 27. марта 2020. године донирао милион евра помоћи Србији за набавку респиратора и медицинске опреме у борби против пандемије вируса корона. Дана 29. маја 2020. добио повељу за допринос у промоцији интереса Републике Србије и њеног народа у свету коју му је уручио министар Ивица Дачић.

### Фемили спорт
(транскрибовано Фемили спорт) предузеће је које је 19. децембра 2005. основала породица Ђоковић. Ово предузеће је досад покренуло неколико важних пројеката у свету спорта и угоститељства. Они су били организатори турнира АТП 250 у Београду. Основали су тениски центар Новак на Дорћолу у Београду, који садржи осам терена, спа центар и ресторан. Тениски центар Новак је затворен 2023. Фемили спорт је такође дистрибутер предузећа Хед и Серђо Такини у овом делу Европе. Отворили су и три тематска кафића Новак, у Београду, Крагујевцу и у Новом Саду.

### Фондација „Новак Ђоковић”
Фондација „Новак Ђоковић” је задужбина основана у новембру 2007. године. Циљ јој је да, учешћем у разним пројектима, омогући деци из социјално угрожених средина да се развијају у стимулативном и безбедном окружењу. Фондација ствара дугорочне партнерске односе са локалним организацијама које имају сличне циљеве. Такође учествује у прикупљању новца за различите хуманитарне акције. Директор фондације је Новакова супруга Јелена.

### Музеј Новака Ђоковића
Велики део Ђоковићевих пехара се налази у породичном делу ресторана у власништву породице на Новом Београду.
Августа 2024. најављено је да ће Музеј Новака Ђоковића бити изграђен у склопу Београда на води. Новак Ђоковић је  у ранијем интервјуу изразио чуђење како српски спорт у целини нема засебан музеј.

### У популарној култури
У 2010. години српски блуз-рок бенд Зона Б је снимио песму Џокер посвећену Новаку Ђоковићу. Назив песме се односи на Ђоковићев надимак.
Поште Српске су 2011. године издале поштанску маркицу под називом „Личност године Републике Српске 2011 — Новак Ђоковић”, на којој се налази лик Новака Ђоковића. Ова маркица је у избору за најлепшу поштанску маркицу у 2011. години, освојила прво место.
После Ђоковићевог освајања Вимблдона и доласка на прво место АТП листе (јул 2011), снимљен је документаран филм о њему, под називом „Несаломиви”, приказан на ТВ Б92. Први авион у новонасталој српској националној авио-компанији, Ер Србији, добио је име по Новаку Ђоковићу.
Спортски новинар Крис Бауерс је 2014. године објавио књигу о Ђоковићу, под називом Спортски лидер Новак Ђоковић и успон Србије. У Србији је књигу објавила издавачка кућа „Лагуна”.
По њему су назване врсте инсеката Ђоковићев дувалијус и пужева Ђоковићева травунијана.

## Рекорди, награде и одликовања

### Одабрани рекорди
| Турнир                        | Година             | Рекорд                                                                 | Играч(и) са којим(а) дели                                     |
| Гренд слем турнири            | Гренд слем турнири | Гренд слем турнири                                                     | Гренд слем турнири                                            |
| ----------------------------- | ------------------ | ---------------------------------------------------------------------- | ------------------------------------------------------------- |
| -                             | 2008—23.           | Највише освојених гренд слем турнира (24)                              | Једини                                                        |
| -                             | 2008—16.           | Гренд слем каријере                                                    | Род Лејвер Андре Агаси Роџер Федерер Рафаел Надал             |
| -                             | 2015—16.           | Највише узастопно освојених гренд слем турнира (4)                     | Род Лејвер                                                    |
| -                             | 2011—19.           | Освајање три гренд слема у низу у три различита наврата                | Једини                                                        |
| -                             | 2007—08.           | Најмлађи тенисер који је дошао до полуфинала сва четири турнира        | Једини                                                        |
| -                             | 2015—16.           | 30 узастопних победа на гренд слем турнирима                           | Једини                                                        |
| -                             | 2010—16.           | Три узастопна финала на сва четири гренд слем турнира                  | Једини                                                        |
| -                             | 2007—08.           | Најмлађи тенисер који је дошао до полуфинала сва четири турнира у низу | Једини                                                        |
| -                             | 2007—14.           | Вишеструки финалиста на сва четири турнира                             | Кен Роузвол Иван Лендл Андре Агаси Роџер Федерер Рафаел Надал |
| Отворено првенство Аустралије | 2008—23.           | Највише освојених титула (10)                                          | Једини                                                        |
| Отворено првенство Аустралије | 2011—13 2019—21.   | Највише узастопно освојених титула (3)                                 | Једини                                                        |
| АТП Завршни турнир            |                    |                                                                        |                                                               |
| -                             | 2008—23.           | Највише освојених завршних турнира (7)                                 | Једини                                                        |
| -                             | 2011.              | Играч који се најбрже квалификовао (за 18 недеља и 6 дана)             | Једини                                                        |
| -                             | 2012—15.           | Највише узастопно освојених титула (4)                                 | Једини                                                        |
| АТП Мастерс 1000              |                    |                                                                        |                                                               |
| -                             | 2007—23.           | Највећи број освојених турнира (40)                                    | Једини                                                        |
| -                             | 2007—18.           | Златни мастерс                                                         | Једини                                                        |
| Остало                        |                    |                                                                        |                                                               |
| АТП                           | 2011—24.           | Највише недеља број 1 на АТП листи (428)                               | Једини                                                        |
| АТП листа                     | 2011—23.           | Рекорд са осам завршених година као први тенисер света                 | Једини                                                        |
| -                             | 2016.              | Највећи број бодова на АТП листи (16.950)                              | Једини                                                        |

* Рекорди се подразумевају само за „Опен еру” и турнире из АТП Мастерс 1000 серије након промена 1990.

### Одабране награде
- Награда Лауреус академије за најбољег спортисту света (5): 2012, 2015, 2016, 2018, 2023.
- ИТФ Шампион године (8): 2011, 2012, 2013, 2014, 2015, 2018, 2021, 2023.
- АТП-ов играч године (8): 2011, 2012, 2014, 2015, 2018, 2020, 2021, 2023.

## Статистике каријере

### Гренд слем финала појединачно (37)

#### Победник (24)
| Година | Турнир                             | Противник у финалу    | Резултат                                 |
| ------ | ---------------------------------- | --------------------- | ---------------------------------------- |
| 2008.  | Отворено првенство Аустралије      | Жо-Вилфрид Цонга      | 4:6, 6:4, 6:3, 7:6(7:2)                  |
| 2011.  | Отворено првенство Аустралије (2)  | Енди Мари             | 6:4, 6:2, 6:3                            |
| 2011.  | Вимблдон                           | Рафаел Надал          | 6:4, 6:1, 1:6, 6:3                       |
| 2011.  | Отворено првенство САД             | Рафаел Надал          | 6:2, 6:4, 6:7(3:7), 6:1                  |
| 2012.  | Отворено првенство Аустралије (3)  | Рафаел Надал          | 5:7, 6:4, 6:2, 6:7(5:7), 7:5             |
| 2013.  | Отворено првенство Аустралије (4)  | Енди Мари             | 6:7(2:7), 7:6(7:3), 6:3, 6:2             |
| 2014.  | Вимблдон (2)                       | Роџер Федерер         | 6:7(7:9), 6:4, 7:6(7:4), 5:7, 6:4        |
| 2015.  | Отворено првенство Аустралије (5)  | Енди Мари             | 7:6(7:5), 6:7(4:7), 6:3, 6:0             |
| 2015.  | Вимблдон (3)                       | Роџер Федерер         | 7:6(7:1), 6:7(10:12), 6:4, 6:3           |
| 2015.  | Отворено првенство САД (2)         | Роџер Федерер         | 6:4, 5:7, 6:4, 6:4                       |
| 2016.  | Отворено првенство Аустралије (6)  | Енди Мари             | 6:1, 7:5, 7:6(7:3)                       |
| 2016.  | Ролан Гарос                        | Енди Мари             | 3:6, 6:1, 6:2, 6:4                       |
| 2018.  | Вимблдон (4)                       | Кевин Андерсон        | 6:2, 6:2, 7:6(7:3)                       |
| 2018.  | Отворено првенство САД (3)         | Хуан Мартин дел Потро | 6:3, 7:6(7:4), 6:3                       |
| 2019.  | Отворено првенство Аустралије (7)  | Рафаел Надал          | 6:3, 6:2, 6:3                            |
| 2019.  | Вимблдон (5)                       | Роџер Федерер         | 7:6(7:5), 1:6, 7:6(7:4), 4:6, 13:12(7:3) |
| 2020.  | Отворено првенство Аустралије (8)  | Доминик Тим           | 6:4, 4:6, 2:6, 6:3, 6:4                  |
| 2021.  | Отворено првенство Аустралије (9)  | Данил Медведев        | 7:5, 6:2, 6:2                            |
| 2021.  | Ролан Гарос (2)                    | Стефанос Циципас      | 6:7(6:8), 2:6, 6:3, 6:2, 6:4             |
| 2021.  | Вимблдон (6)                       | Матео Беретини        | 6:7(4:7), 6:4, 6:4, 6:3                  |
| 2022.  | Вимблдон (7)                       | Ник Кириос            | 4:6, 6:3, 6:4, 7:6(7:3)                  |
| 2023.  | Отворено првенство Аустралије (10) | Стефанос Циципас      | 6:3, 7:6(7:4), 7:6(7:5)                  |
| 2023.  | Ролан Гарос (3)                    | Каспер Руд            | 7:6(7:1), 6:3, 7:5                       |
| 2023.  | Отворено првенство САД (4)         | Данил Медведев        | 6:3, 7:6(7:5), 6:3                       |

#### Вицешампион (13)
| Година | Турнир                     | Противник у финалу | Резултат                       |
| ------ | -------------------------- | ------------------ | ------------------------------ |
| 2007.  | Отворено првенство САД     | Роџер Федерер      | 6:7(4:7), 6:7(2:7), 4:6        |
| 2010.  | Отворено првенство САД (2) | Рафаел Надал       | 4:6, 7:5, 4:6, 2:6             |
| 2012.  | Ролан Гарос                | Рафаел Надал       | 4:6, 3:6, 6:2, 5:7             |
| 2012.  | Отворено првенство САД (3) | Енди Мари          | 6:7(10:12), 5:7, 6:2, 6:3, 2:6 |
| 2013.  | Вимблдон                   | Енди Мари          | 4:6, 5:7, 4:6                  |
| 2013.  | Отворено првенство САД (4) | Рафаел Надал       | 2:6, 6:3, 4:6, 1:6             |
| 2014.  | Ролан Гарос (2)            | Рафаел Надал       | 6:3, 5:7, 2:6, 4:6             |
| 2015.  | Ролан Гарос (3)            | Станислас Вавринка | 6:3, 5:7, 2:6, 4:6             |
| 2016.  | Отворено првенство САД (5) | Станислас Вавринка | 7:6(7:1), 4:6, 5:7, 3:6        |
| 2020.  | Ролан Гарос (4)            | Рафаел Надал       | 0:6, 2:6, 5:7                  |
| 2021.  | Отворено првенство САД (6) | Данил Медведев     | 4:6, 4:6, 4:6                  |
| 2023.  | Вимблдон (2)               | Карлос Алкараз     | 6:1, 6:7(6:8), 1:6, 6:3, 4:6   |
| 2024.  | Вимблдон (3)               | Карлос Алкараз     | 2:6, 2:6, 6:7(4:7)             |

Резултати на гренд слем турнирима
| Легенда | Легенда                                    | Легенда | Легенда                          |
| ------- | ------------------------------------------ | ------- | -------------------------------- |
| О/И     | однос освајања турнира и играња на турниру | Поб–пор | однос побједа и пораза           |
| НО      | турнир није одржан те године               | Н       | није учествовао на турниру       |
| КВ      | изгубио у квалификацијама                  | 1К      | изгубио у првом колу             |
| 2К      | изгубио у другом колу                      | 3К      | изгубио у трећем колу            |
| 4К      | изгубио у четвртом колу                    | ГФ      | изгубио у групној фази такмичења |
| ЧФ      | изгубио у четвртфиналу                     | ПФ      | изгубио у полуфиналу             |
| Ф       | изгубио у финалу                           | П       | освојио турнир                   |

| Турнир      | 2005. | 2006. | 2007. | 2008. | 2009. | 2010. | 2011. | 2012. | 2013. | 2014. | 2015. | 2016. | 2017. | 2018. | 2019. | 2020. | 2021. | 2022. | 2023. | 2024. | 2025. | О/И     | Поб: пор | %   |
| ----------- | ----- | ----- | ----- | ----- | ----- | ----- | ----- | ----- | ----- | ----- | ----- | ----- | ----- | ----- | ----- | ----- | ----- | ----- | ----- | ----- | ----- | ------- | -------- | --- |
| Аустралија  | 1К    | 1К    | 4К    | П     | ЧФ    | ЧФ    | П     | П     | П     | ЧФ    | П     | П     | 2К    | 4К    | П     | П     | П     | Н     | П     | ПФ    | ПФ    | 10 / 20 | 99:10    | 91% |
| Ролан Гарос | 2К    | ЧФ    | ПФ    | ПФ    | 3К    | ЧФ    | ПФ    | Ф     | ПФ    | Ф     | Ф     | П     | ЧФ    | ЧФ    | ПФ    | Ф     | П     | ЧФ    | П     | ЧФ    | ПФ    | 3 / 21  | 101:17   | 86% |
| Вимблдон    | 3К    | 4К    | ПФ    | 2К    | ЧФ    | ПФ    | П     | ПФ    | Ф     | П     | П     | 3К    | ЧФ    | П     | П     | НО    | П     | П     | Ф     | Ф     | ПФ    | 7 / 20  | 102:13   | 89% |
| Ју−Ес Опен  | 3К    | 3К    | Ф     | ПФ    | ПФ    | Ф     | П     | Ф     | Ф     | ПФ    | П     | Ф     | Н     | П     | 4К    | 4К    | Ф     | Н     | П     | 3К    |       | 4 / 18  | 90:14    | 87% |
| Поб: пор    | 5:4   | 9:4   | 19:4  | 18:3  | 15:4  | 19:4  | 25:1  | 24:3  | 24:3  | 22:3  | 27:1  | 21:2  | 9:3   | 21:2  | 22:2  | 16:2  | 27:1  | 11:1  | 27:1  | 16:3  | 15:3  | 24 / 79 | 392:54   | 88% |

### Завршни турнир сезоне појединачно (9)

#### Победник (7)
| Година | Турнир | Противник у финалу | Резултат         |
| ------ | ------ | ------------------ | ---------------- |
| 2008.  | Шангај | Николај Давиденко  | 6:1, 7:5         |
| 2012.  | Лондон | Роџер Федерер      | 7:6(8:6), 7:5    |
| 2013.  | Лондон | Рафаел Надал       | 6:3, 6:4         |
| 2014.  | Лондон | Роџер Федерер      | предаја (енгл. ) |
| 2015.  | Лондон | Роџер Федерер      | 6:3, 6:4         |
| 2022.  | Торино | Каспер Руд         | 7:5, 6:3         |
| 2023.  | Торино | Јаник Синер        | 6:3, 6:3         |

#### Вицешампион (2)
| Година | Турнир | Противник у финалу | Резултат |
| ------ | ------ | ------------------ | -------- |
| 2016.  | Лондон | Енди Мари          | 3:6, 4:6 |
| 2018.  | Лондон | Александар Зверев  | 4:6, 3:6 |

Резултати на завршним турнирима
| 2004.                | 2005.                | 2006.                | 2007. | 2008. | 2009. | 2010. | 2011. | 2012. | 2013. | 2014. | 2015. | 2016. | 2017. | 2018. | 2019. | 2020. | 2021. | 2022. | 2023. | 2024. | 2025. | О/И    | Поб: пор | %   |
| -------------------- | -------------------- | -------------------- | ----- | ----- | ----- | ----- | ----- | ----- | ----- | ----- | ----- | ----- | ----- | ----- | ----- | ----- | ----- | ----- | ----- | ----- | ----- | ------ | -------- | --- |
| Није се квалификовао | Није се квалификовао | Није се квалификовао | ГФ    | П     | ГФ    | ПФ    | ГФ    | П     | П     | П     | П     | Ф     | НСК   | Ф     | ГФ    | ПФ    | ПФ    | П     | П     | Н     |       | 7 / 16 | 50:18    | 74% |

### Финала на Олимпијским играма

#### Појединачно: 1 (1 злато)
| Медаља | Датум           | Турнир                   | Подлога | Противник      | Резултат           |
| Златна | 4. август 2024. | Олимпијске игре у Паризу | Шљака   | Карлос Алкараз | 7:6(7:3), 7:6(7:2) |